# Izborsk
Izborsk (Russisch: Изборск; Estisch: Irboska) is een plaats in het district Petsjorski van de oblast Pskov, gelegen tussen de stad Pskov in en de grens met Estland.
Izborsk heeft de status van selo (plaats zonder stadsrechten), maar heeft een verleden als grensvesting. Volgens de overlevering was Izborsk in 862 de zetel van Truvor, de broer van Rurik. Archeologische opgravingen brachten echter geen aanwezigheid van een nederzetting in die tijd aan het licht. In 1233 werd Izborsk weer genoemd in de Slavische kronieken, toen de vesting tijdelijk veroverd werd door de Duitse Orde van de Zwaardbroeders. De vorsten van Pskov herbouwden de vesting in 1302 op een betere plek.
Het oudst bestaande deel van de burcht is de Loekovkatoren (letterlijk: "uientoren"), die gebouwd is in 1330. Op dat moment was de toren het enige stenen bouwwerk omringd door een houten muur. Nadat later zeven andere stenen torens waren gebouwd, werd de Loekovka een uitkijktoren.
Door het verdrag van Tartu in 1920 kwam de Russisch-Estische grens ten oosten van Izborsk te liggen. Izborsk ging deel uitmaken van de Estische provincie Petserimaa, kreeg de status van alevik (vlek) en was de hoofdplaats van een landgemeente (vald).
In 1945, nadat de Sovjet-Unie Estland had geannexeerd, werd de interne Estisch-Russische grens naar het westen verlegd, zodat Izborsk deel ging uitmaken van de Russische Federatie. In de praktijk is die situatie ook sinds het herstel van de Estische onafhankelijkheid van kracht, al ontbreekt een door beide landen geratificeerd grensverdrag.

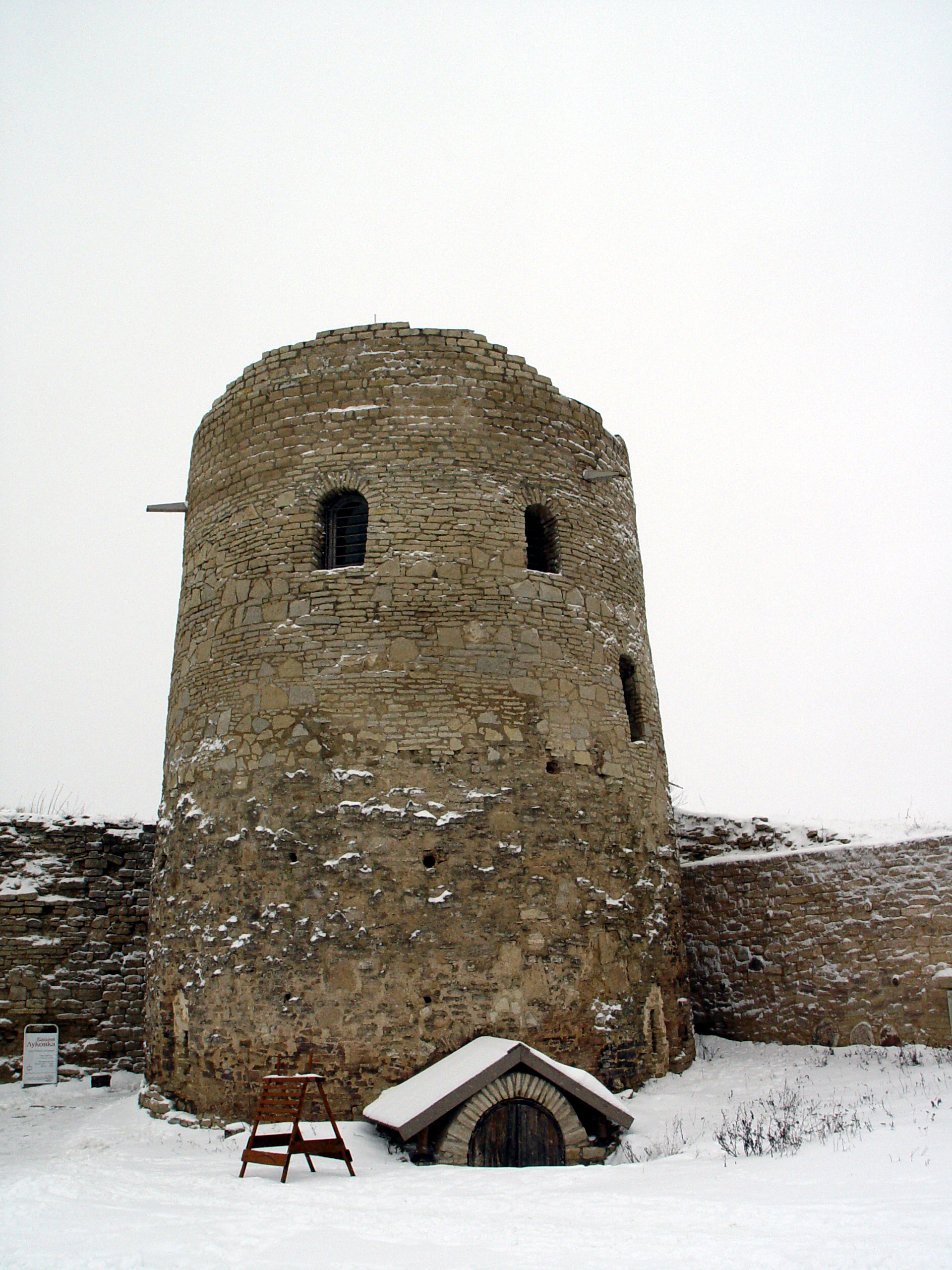
Loekovkatoren
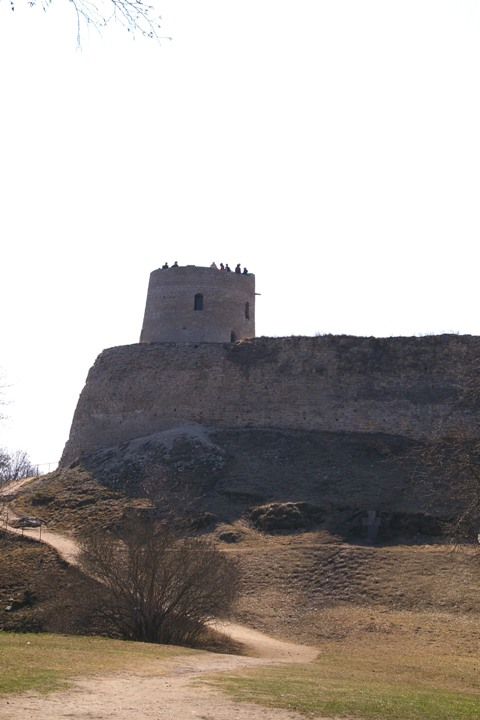
Fort gezien vanaf de buitenzijde
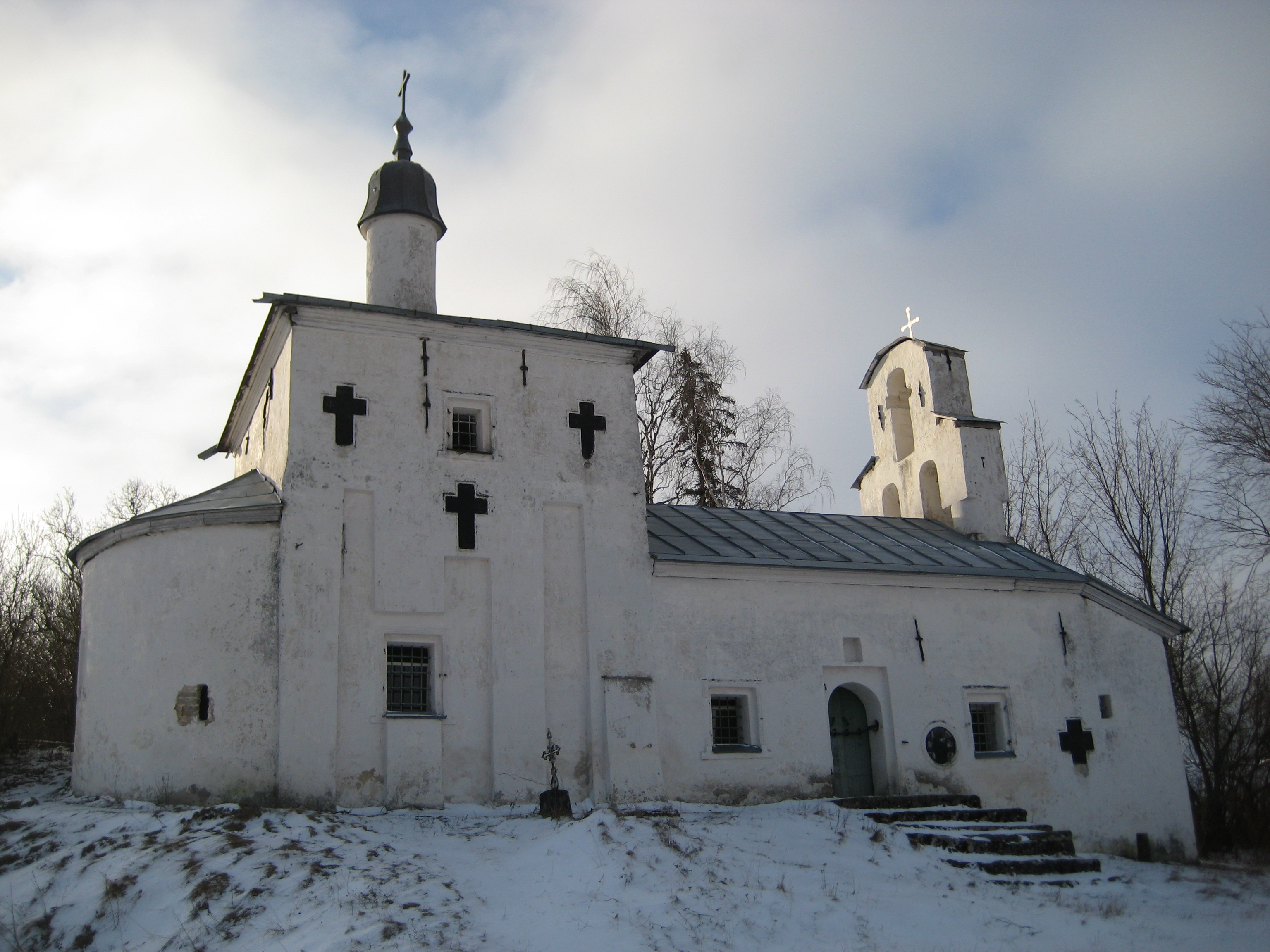
De Sint-Nicolajkerk uit de 17e eeuw